# Vèrtola
Una vèrtola, minova, baliva, panolla o porcellana és una malaltia dels solípeds que consisteix en la inflamació dels ganglis i vasos limfàtics que hi ha sota la pell, que es presenta sota forma de tumors petites, com una corda plena de nusos, col·locada al llarg de les venes, que s'obren i formen úlceres calloses amb les vores mal definides, anomenades úlceres escrofuloses.
Aquest mal té molta analogia amb les escròfules de l'espècie humana. Els cavalls que es crien en paratges humits i paludosos, que són bastos, que s'estan en quadres mal ventilades, mengen bons aliments i treballen poc estan més exposats a patir-ne. Anar alerta amb els aliments, alenar aire pur, fer exercici moderat, viure en un lloc sanitós, tenir un repòs reparador i una temperatura temperada, són els mitjans més adequats per a preservar-se de la vèrtola i els auxiliars més patents del tractament.